# Armand Lemay
Pour les articles homonymes, voir Lemay.
Armand Henri Georges Lemay, né le 11 octobre 1873 à Lille et mort le 10 avril 1963 à Paris, est un architecte français.

## Biographie
Diplômé de l'école des beaux-arts de Lille, élève d'Émile Vandenbergh, Armand Lemay commence sa carrière en 1898, alors que la grande transformation urbaine de Lille de la fin du XIXe siècle est encore en cours. D'abord intéressé par l'habitat collectif et les lieux de divertissement, il est notamment l'auteur, en 1902, du bâtiment de l'Union de Lille, l'un des premiers bâtiments en béton armé de la ville. En 1903, il est le principal architecte d'une nouvelle rue "Beau-Séjour" qui deviendra la rue Gounod dans le quartier de Saint-Maurice Pellevoisin à Lille.
Il réalise aussi des hôtels particuliers pour une clientèle plus fortunée, en particulier le long du Grand Boulevard, ouvert en 1907, qui relie Lille à Roubaix et Tourcoing.
Il contribue ensuite à la reconstruction, après les destructions de la Première Guerre mondiale. En 1922, il participe à l'exposition internationale de Lille[Quoi ?] avec plusieurs pavillons (pavillon des arts libéraux, pavillon lumineux et galerie des machines).

## Famille
Armand Lemay épouse Jeanne Eugénie Silvie Mannier. Ils ont un fils, Armand Ernest Lemay (1901-1957) qui  rejoindra son cabinet à partir de 1931. Armand Ernest Lemay, d'abord élève de Georges Dehaudt à l'école régionale d'architecture de Lille, rejoint ensuite l'école nationale des beaux-arts de Paris, élève de Paul Bigot. Il en sort diplômé en 1930.

## Œuvre
Très productif, Armand Lemay a réalisé de nombreux édifices dans la région lilloise (édifices publics, maisons individuelles, hôtels particuliers, guinguettes et cafés, etc.), dans des styles très variés, d'abord classicisant, ensuite plus éclectiques, tendant vers l'art nouveau puis l'art déco.
- Maison du peuple L'Union, rue d'Arras à Lille (1898-1902)
- Majorité des maisons de la rue Gounod, Lille (à partir de 1903)
- Maison 7bis, rue Desmazières[4] 1910
- Immeubles de rapport, boulevard Carnot, Lille (vers 1911)
- Hôtel Bellevue, Lille (1912)
- Maison de la famille Plouvier dite "Maison Decanter", Steenwerck (1922)
- Hôtel Carlton, Lille (1925)
- Église Saint-Jean-Baptiste, Steenwerck (1928)
- Palais lillois de l'automobile, Lille (1928)
- Immeubles 1, 9, 56bis, 64 et 141 boulevard de la Liberté (Lille) (vers 1935)

## Galerie photos

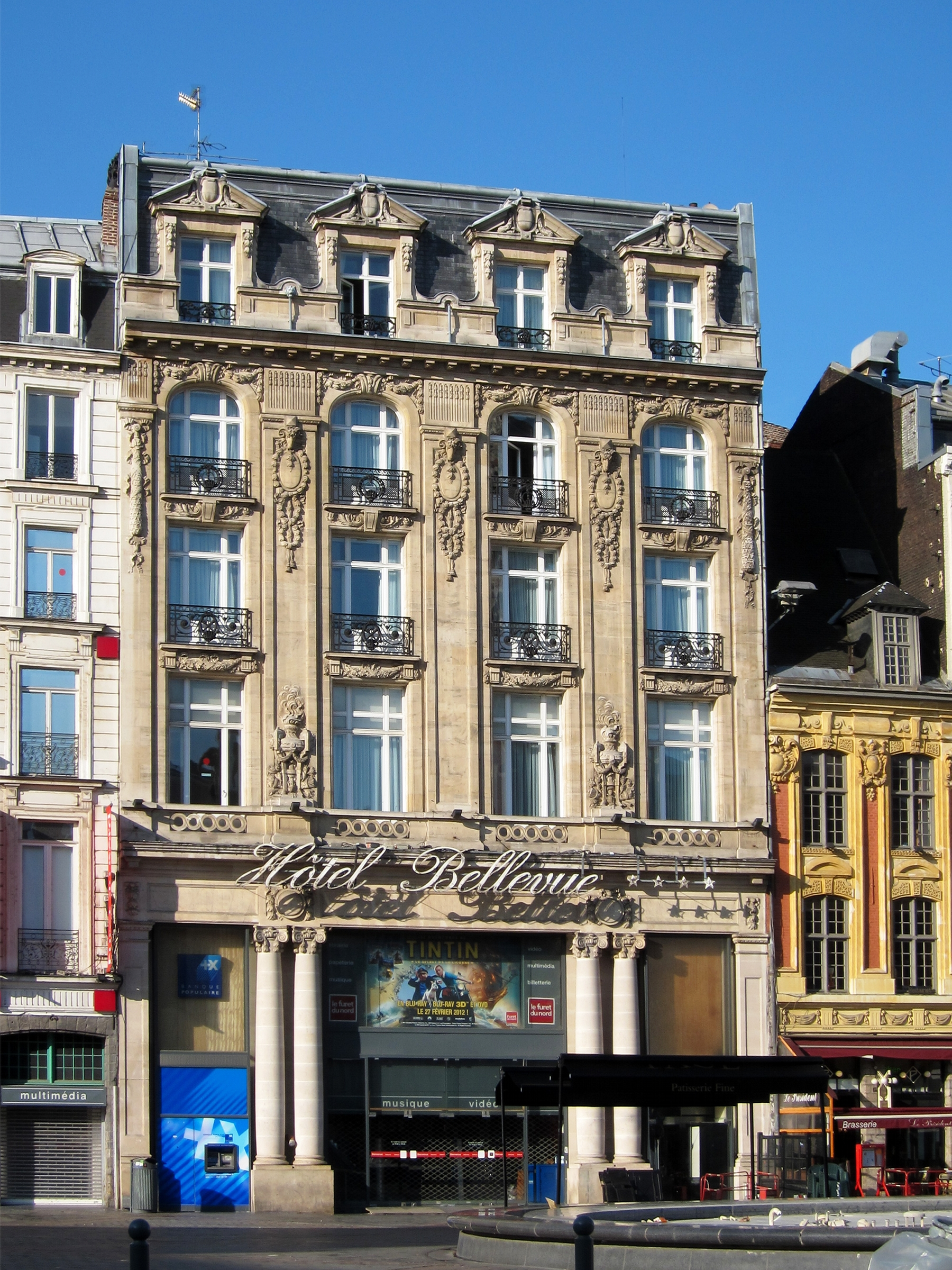
Hotel Bellevue, Lille
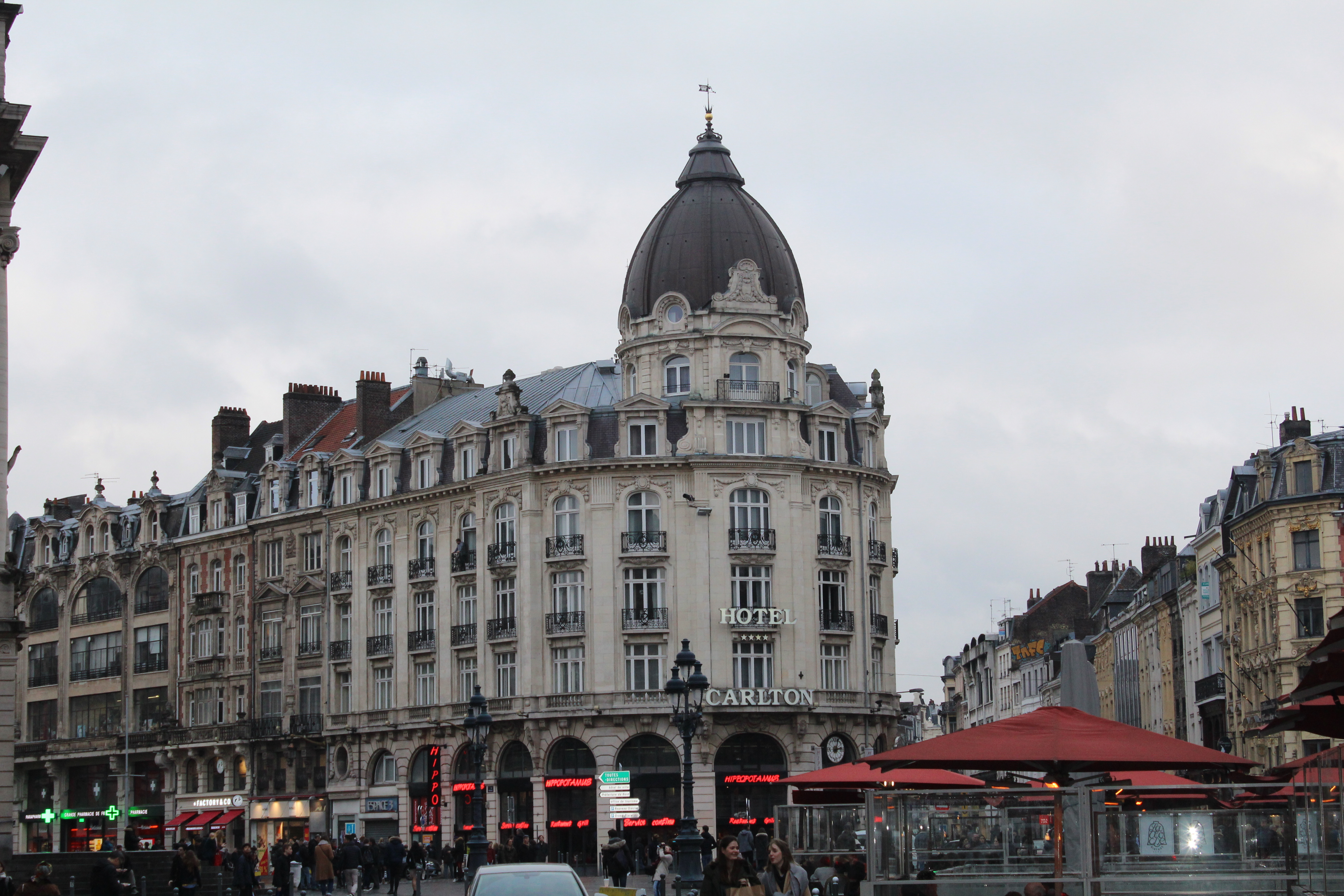
Hôtel Carlton, Lille
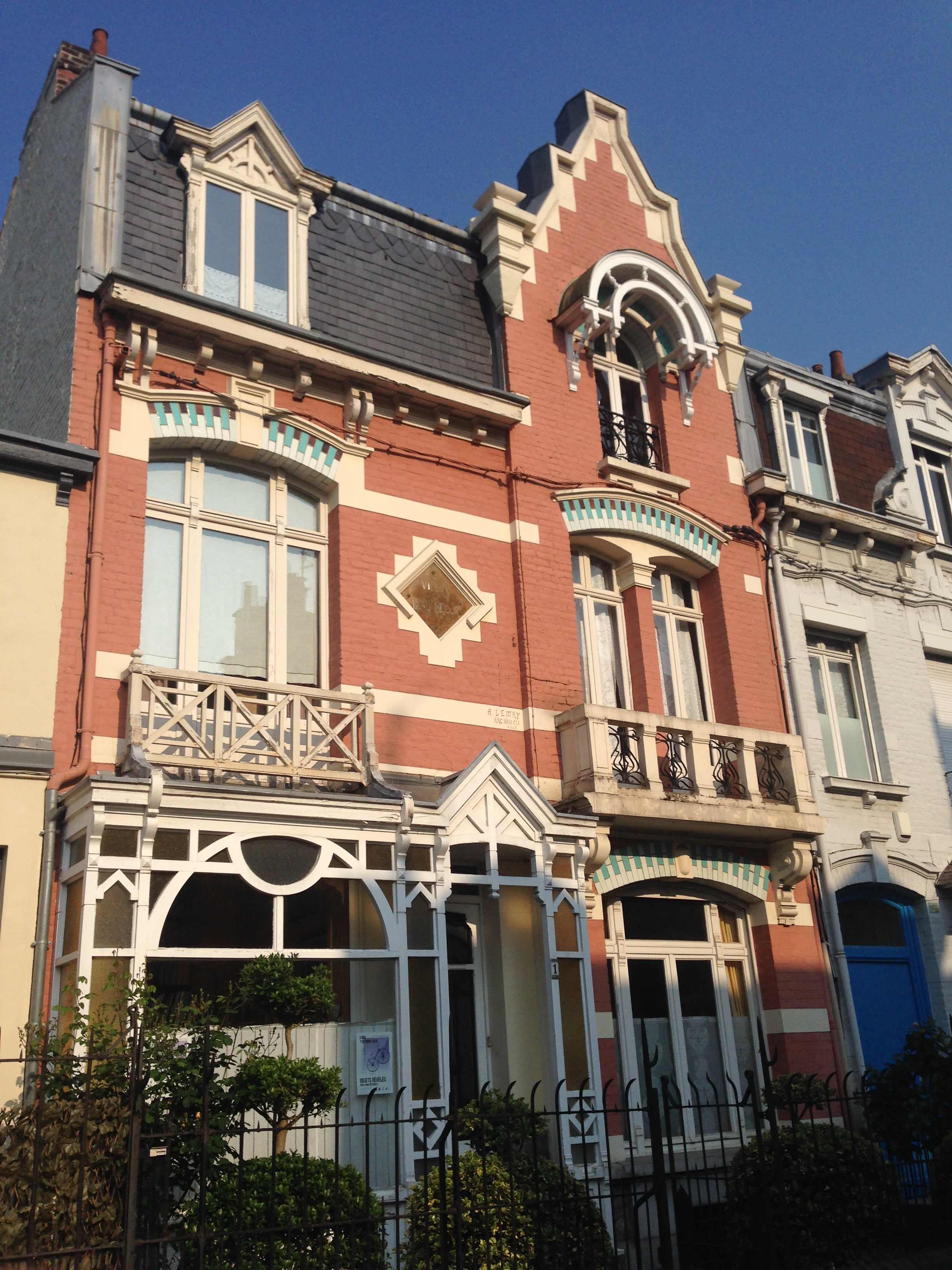
villa Beau Séjour rue Gounod
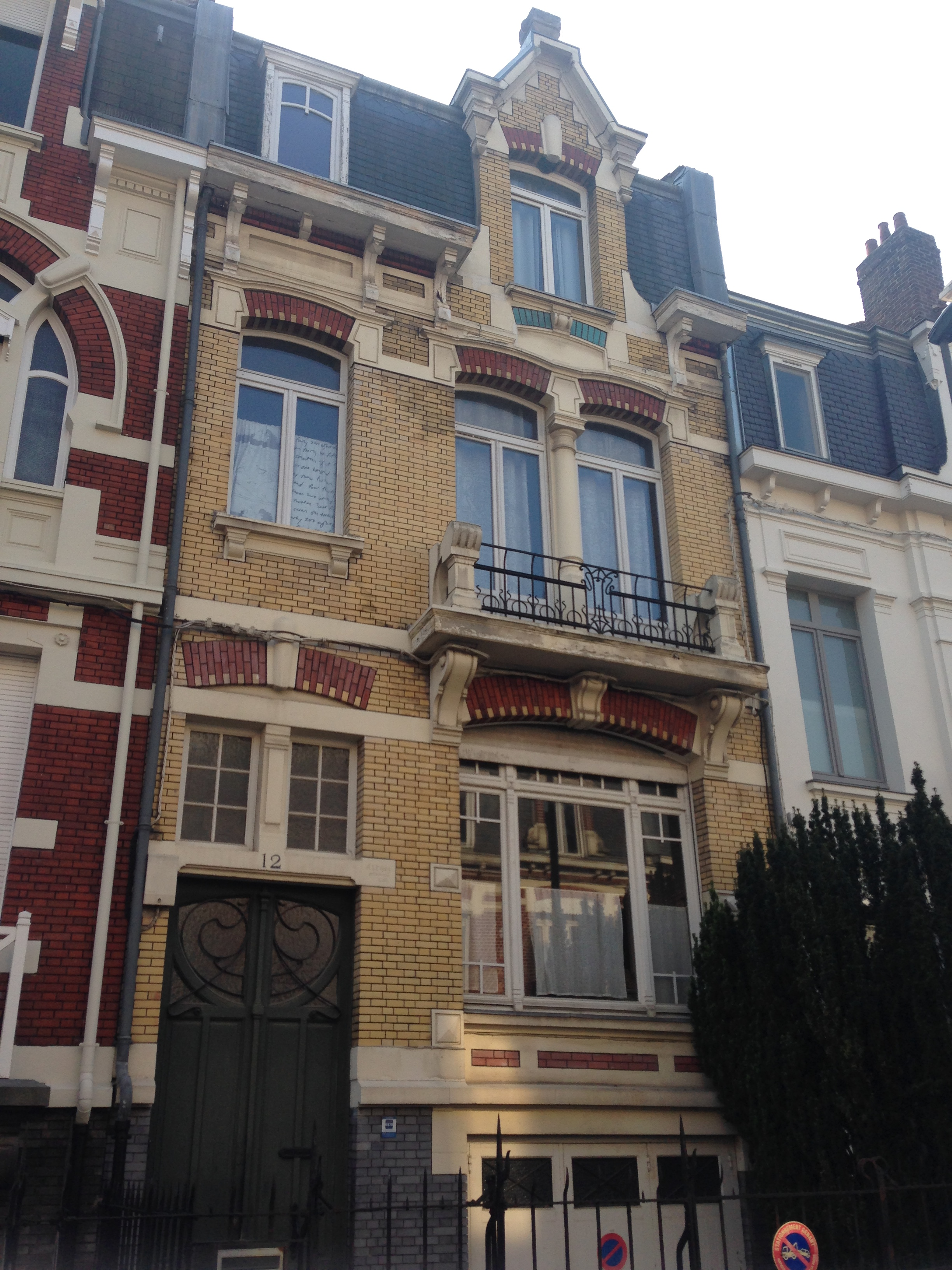
12 rue Gounod, Lille